# Chrysophyllum subnudum
Chrysophyllum subnudum är en tvåhjärtbladig växtart som beskrevs av John Gilbert Baker. Chrysophyllum subnudum ingår i släktet Chrysophyllum och familjen Sapotaceae. Inga underarter finns listade i Catalogue of Life.